# Пахомова, Майя Фёдоровна
Майя Федоровна Пахомова (31 июля 1926, Олонец, Карелия — 12 июля 2003, Петрозаводск, Республика Карелия) — литературовед, литературный критик, специалист по истории литературы Карелии, литературным взаимосвязям, кандидат филологических наук, старший научный сотрудник.

## Биография
Майя Фёдоровна Пахомова происходит из семьи михайловских карелов-людиков.
В 1946 году окончила КФ учительский институт, в 1950 году – КФГУ. После окончания аспирантуры Института мировой литературы им. А. М. Горького с 1956 по 1983 год работала в ИЯЛИ. В 1962 году защитила кандидатскую диссертацию на тему «Горьковские традиции в творчестве Ф. Гладкова». Основные направления научных исследований – история и современное состояние финноязычной литературы. Первый составитель, а позднее научный редактор «Летописи литературной жизни Карелии». Одна из авторов «Очерка истории советской литературы Карелии» (1969) и ряда статей для КЛЭ, 3-го изданий БСЭ, многотомной «Истории советской многонациональной литературы». Участвовала в составлении «Антологии карельской поэзии» (1963), «Белыми скалами линия фронта легла» (1974). Автор монографий: «Михаил Михайлович Пришвин» (Л., 1970); «Карелия в творчестве советских писателей» (П., 1974); «Эпос молодых литератур» (Л., 1977); «Жанрово-стилевые искания советской прозы Карелии» (П., 1981).
Из-под ее пера вышло множество статей и книг, посвященных карельской, финно-угорской и северно-русской литературе. С 1956 г. года она была «крестной матерью» для произведений Яакко Ругоева, Антти Тимонена, Владимира Брендоева и практически всех классиков карельской литературы, которые находили в ее трудах незаменимую поддержку. Не раз ей приходилось отстаивать честь карельских авторов и защищать созданные ими произведения, ставшие впоследствии основой культуры и национального самосознания карел. 
Много лет она переписывалась и дружила с вдовой Михаила Михайловича Пришвина Валерией Дмитриевной. Летом 1965 г. В. Д. Пришвина по ее приглашению приехала в Карелию, чтобы понять тот «край непуганых птиц», который так вдохновлял ее мужа на творчество.
Награждена Почетными грамотами Президиума АН СССР, ВС и СМ Карелии, медалями. Член Союза писателей России. Заслуженный работник культуры КАССР.

## Список публикаций
- Гладков и Горький: (Из истории литературных отношений) // Вопросы литературы и народного творчества. Петрозаводск, 1959. С.99-121.
- Пришвин и Карелия: критический очерк. Петрозаводск: Госиздат Карельской АССР, 1960. 71, [1] с.: ил.
- Автобиографическая тетралогия Ф. В. Гладкова и традиции А. М. Горького: автореферат диссертации на соискание ученой степени кандидата филологических наук. Москва: [б. и.], 1961. 18 с.
- Современность в карельской прозе (проблема конфликта и героя) // Вопросы литературы и народного творчества. Петрозаводск, 1962. С. 3-19.
- Летопись литературной жизни Карелии (1917-1961) / сост.: М. Ф. Пахомова, Н. С. Полищук. Петрозаводск: Карельское книжное издательство, 1963. 510 с.
- Литературное движение 20-х годов в советской Карелии // Научная конференция, посвященная итогам работ института языка, литературы и истории Карельского филиала АН СССР за 1962 год / Институт языка, литературы и истории Карельского филиала Академии наук СССР. Петрозаводск, 1963. С. 48-51.
- Антология карельской поэзии / Сост.: Д.М. Балашов, Э.Г. Карху, У.С. Конкка и др.; Ред. Э.Г. Карху, Т.К. Сумманен, А.И. Титов; Вступ. ст. А. Хурмеваара. Петрозаводск: Карельское книжное издательство, 1963. 332 с.
- Основные тенденции развития современной карельской прозы: (на фин.яз.) // Научная конференция, посвященная итогам работы Института за 1963 г., май 1964 г. Петрозаводск, 1964. С. 31-33.
- Рассказы современных карельских писателей на финском языке // Научная конференция по итогам работ за 1964 год. Май 1965 года. Секция языка, секция литературы и народного. Петрозаводск, 1965. С.6-8.
- Автобиографические повести Ф.В. Гладкова и традиции М. Горького. Л.: Наука, 1966. 199 с.: ил.
- Летопись литературной жизни Карелии (1962-1966) / сост.: Е. И. Такала, Х. П. Кабанова; [ред. М. Ф. Пахомова, Е. И. Такала]. Петрозаводск: Карельское книжное издательство, 1968. 192 с.
- Карелия в советской поэзии 20-х годов // Научная конференция по истории и литературе Советской Карелии, посвященная 100-летию со дня рождения В.И. Ленина и 50-летию Карельской АССР. Петрозаводск, 1970. С. 92-95.
- Михаил Михайлович Пришвин. Ленинград: Просвещение, Ленинградское отделение, 1970. 126, [2] с.
- Карелия в творчестве советских писателей. Петрозаводск: Карелия, 1974. 270, [2] с.
- Эпос молодых литератур. Л.: Наука, 1977. 106 с.
- Этно-эстетический элемент в структуре карельского романа // Симпозиум-79 по прибалтийско-финской филологии 22-24 мая 1979: Тезисы докладов. Петрозаводск, 1979. С.171-173.
- Жанрово-стилевые искания современной прозы Карелии. Петрозаводск: Карелия, 1981. 171, [2] с.
- За волшебным колобком: В краю непуганных птиц. За волшебным колобком. Осударева дорога. Глаза земли. Отцы и дети. Из дневниковых записей / сост., предисл., ст. М.Ф. Пахомовой. Петрозаводск: Карелия, 1987. 703 с.: 1 л. портр.
- История литературы Карелии, Т. 3 / [Ю. И. Дюжев и др.; редкол.: Н. С. Надъярных (гл. ред.), Ю. И. Дюжев, Э. Л. Алто и др.; ред. тома Ю. И. Дюжев; рец.: Е. Е. Зубарева, Э. Л. Алто, Е. М. Неелов]. Петрозаводск, 2000. 458 с.